# عين تمر

قصر الأخيضر

عين التمر ، وهي مدينة عراقية تقع في محافظة كربلاء في العراق، وتبعد مسافة 67 كم غربي مدينة كربلاء. قال عنها ياقوت الحموي صاحب معجم البلدان: بلدة قريبة من الأنبار [منطقة الرحالية]، غرب الكوفة، بقربها موضع يقال له: شفاثا منهما يُجلَب القسب والتمر إلى سائر البلاد، وهو بها كثير جدًّا وهي على طرف البرية وهي قديمة افتتحها المسلمون في أيام الخليفة أبي بكر رضي الله عنه، على يد خالد بن الوليد رضي الله عنه في سنة 12 للهجرة.
تتواجد في عين التمر عيون الماء النقية الصالحة للشرب، وبها أنواع نادرة من الأسماك الصغيرة والملونة. ينابيع المياه ما زالت تتدفق من باطن الأرض منذ آلاف السنين. وتعتبر منطقة عين التمر أحد أهم وأجمل الواحات الصحراوية وفيها أنواع مختلفة من بساتين التمور مثل تمر أم البلاليز والخستاوي، ولد فيها وينتسب لها عدد من أعلام الحضارة العربية الإسلامية مثل الحسن البصري وابن إسحاق ومحمد بن سيرين وموسى بن نصير وأبو العتاهية ومحسن مهدي.
هذه المنطقة يسكنها عدد من القبائل العربية وتوجد فيها كنيسة الأقيصر وهي من الكنائس القديمة في العراق وما تزال آثارها باقية اليوم وكما يوجد في عين التمر آثار منها قصر شمعون الأثري نسبة إلى شمعون اللخمي وهو راهب مسيحي . وفي الطريق اليها من كربلاء يوجد حصن الأخيضر وهو من الآثار التاريخية المشهورة .

## معرض الصور

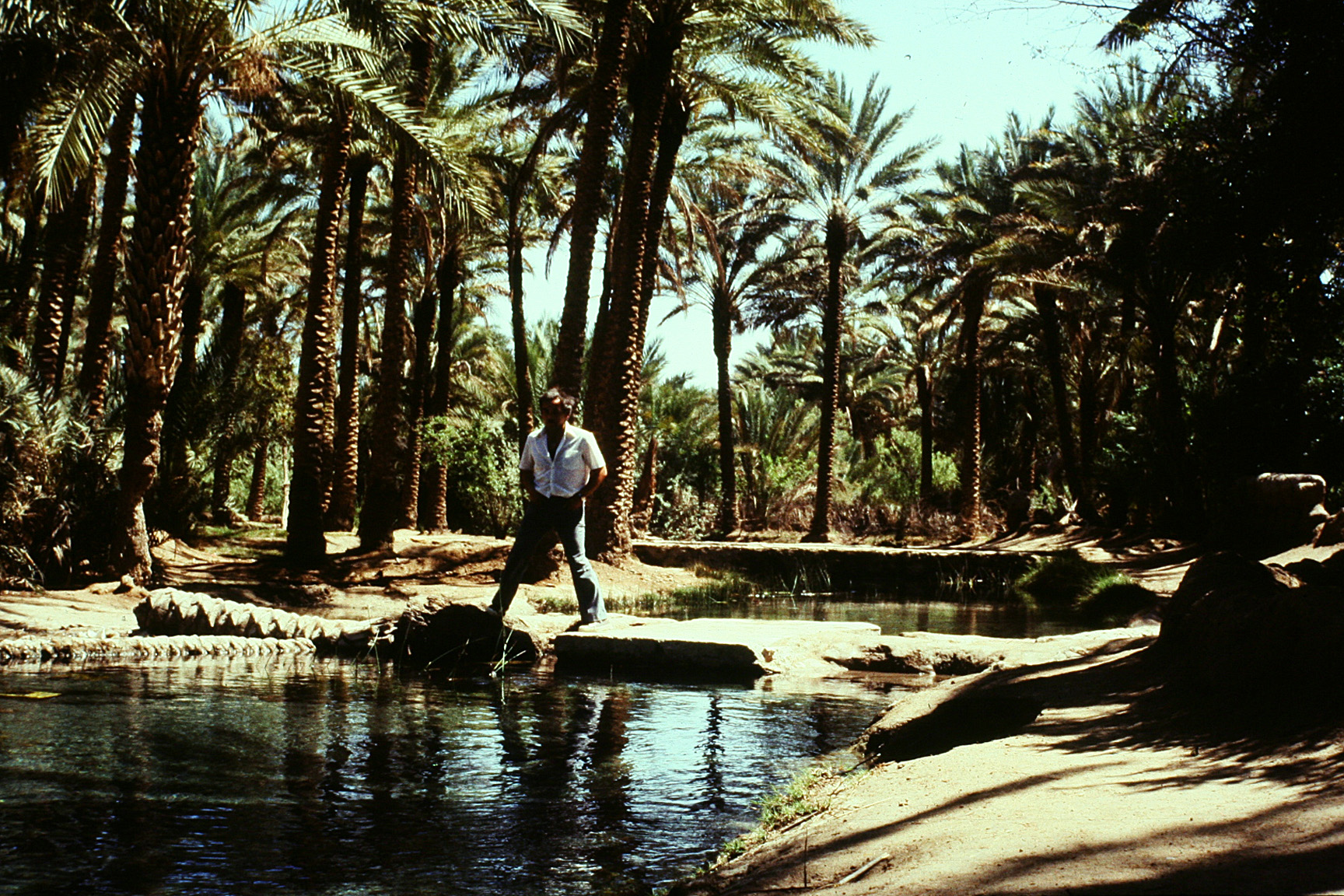
النخيل في عين التمر

قطارة الإمام علي

كهف الطار في عين التمر

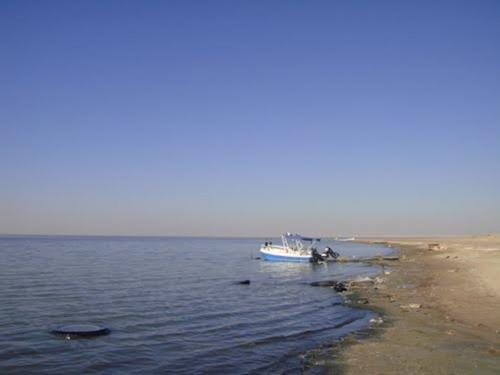
بحيرة الرزازة في عين التمر

بحيرة الرزازة شمال عين التمر

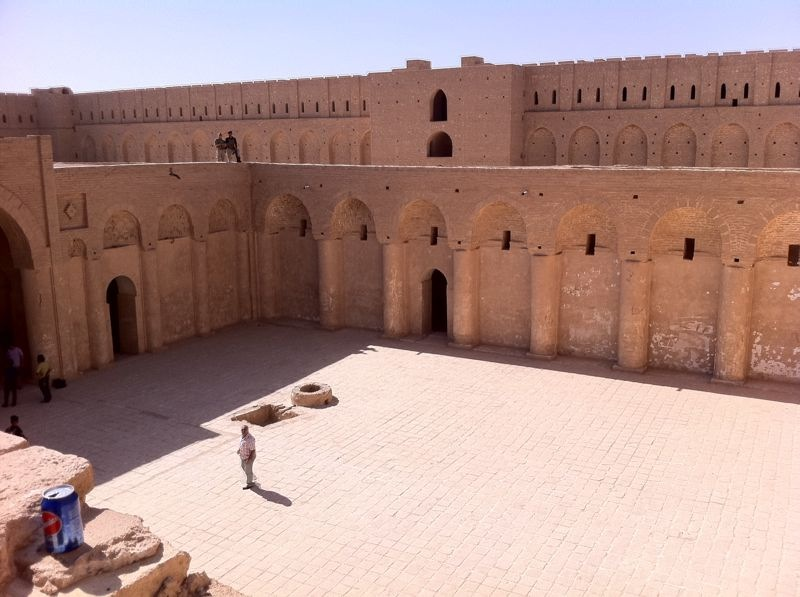
حصن الأخيضر جنوب عين التمر

قصر الأخيضر

## أعلام من عين التمر
- ابن إسحاق
- الحسن البصري
- محمد بن سيرين
- موسى بن نصير
- أبو العتاهية
- محسن مهدي
- متعب الهذال

## أعلام
- محسن مهدي
- أبو العتاهية